# Josef Antonín Plánický
Josef Antonín Plánický (27. listopadu 1691 Manětín – 17. září 1732 Freising) byl český zpěvák a hudební skladatel.

## Život
Byl synem manětínského kantora a varhaníka Jaroslava Plánického. Základní hudební vzdělání získal v rodině. Studoval patrně na některé z jezuitských škol. V roce 1715 se stal vychovatelem v rodině Václava Josefa Lažanského a jeho manželky Marie Gabriely Černínové z Chudenic na zámku v Manětíně.
Po pěti letech požádal o propuštění ze služby a vystřídal zaměstnání na několika místech v Čechách, na Moravě a v Rakousku. Roku 1720 se objevuje již s rodinou v hornobavorském Freisingu a na přímluvu kanovníka Phillipa Franze Lindmayera se stal tenoristou v biskupské kapele. Jeho povinností byla i hra v instrumentálních souborech a hudební výuka chlapců v semináři. Tady zkomponoval své nejslavnější a vlastně jediné v úplnosti dochované dílo, sbírku dvanácti duchovních árií Opella ecclesiastica.
V roce 1724 byl rovněž pověřen napsat slavnostní operu k oslavám tisíciletého jubilea biskupství: Zelus divi Corbiniani Ecclesiae Frisigensis Fundamentum. Ta byla s úspěchem provedena, ale do dnešních dnů se nedochovala. Rovněž je známo, že zkomponoval četné litanie, moteta, Te Deum, Rekviem, ale i zábavnou společenskou hudbu zvanou musica navalis pro pražské vyjížďky po Vltavě. Nic z toho se však nedochovalo. Biskupská rezidence byla zrušena a její archiv byl rozebrán.

## Dílo
Opella ecclesiastica seu Ariae duodecim nova idea excornatae, sbírka dvanácti duchovních kantát (1723).
Sbírka obsahuje 7 sopránových, 3 altové a 2 basové árie s doprovodem varhan nebo cembala, dvojích houslí, violoncella nebo violy, sólových houslí nebo hoboje. Pozoruhodné je, že ač skladatel sám byl tenor, sbírka neobsahuje žádnou árii pro tento hlas.
Jednotlivé části:
1. De amore erga deum. Sonata, Recitativo, Aria – Allegro (soprán)
2. De communione. Recitativo, Aria – Tarde et affectuose (soprán)
3. De confessore. Recitativo Aria – Vivace (alt)
4. De tempore. Sonata, Recitativo, Aria – Vivace (bas)
5. De venerabili sacramento. Sonata, Recitativo, Aria – Tarde e con affetto (soprán)
6. De tempore. Recitativo, Aria – Andante (soprán)
7. De ss. Martyribus. Recitativo, Aria – Vivace (alt)
8. De omni tempore. Recitativo, Aria – Presto assai (bas)
9. De beata virgine Maria. Sonata, Recitativo, Aria – Andante (soprán)
10. De virgine et martyre. Recitativo, Aria – Allegro (alt)
11. De sacratissima eucharistia Sonatella, Recitativo, Aria – Andante (soprán)
12. Funebris. Sonata, Recitativo, Aria – Tarde (soprán)